# Kim Long Quốc
Kim Long Quốc (giản thể: 金龙国; phồn thể: 金龍國; bính âm: Jīn Lóngguó; sinh ngày 2 tháng 3 năm 1996) hay anh còn có một tên khác là Kim Yong-guk (tiếng Hàn: 김용국; Hanja: 金龍國) là một ca sĩ người Trung Quốc hiện đang hoạt động tại Hàn Quốc. Anh được biết đến là thành viên của nhóm nhạc nam dự án Hàn Quốc JBJ, và đã dừng lại với thứ hạng 21 trong chương trình sống còn Produce 101 Mùa 2.

## Tiểu sử và sự nghiệp
Kim Yong-guk được sinh ra ở Hòa Long, Diên Biên, Cát Lâm, Trung Quốc. Anh là người Trung Quốc gốc Triều Tiên, hay còn gọi là Triều Tiên tộc, thuộc gia tộc Kim ở Kim Hải (Gimhae). Năm 2017, anh tham gia chương trình tài năng Mnet Hàn Quốc "Produce 101 Mùa 2", và thứ hạng cuối cùng là 21. Công ty liên kết là Choon Entertainment. Định vị mình là vocal, biểu diễn trong cuộc thi nhóm 너였다면 sức mạnh ca hát bắt đầu thu hút sự chú ý. Thời gian thực tập là 1 năm 9 tháng.
"Ở trường cấp hai, tôi đã thấy giấc mơ trở thành ca sĩ vì tôi thấy một nhóm nhạc nổi tiếng của Hàn Quốc biểu diễn trên sân khấu bài "Lies" Big Bang. Vào năm 19 tuổi, tôi đã đến Hàn Quốc để tham gia buổi thử giọng của một công ty môi giới Hàn Quốc. Sau đó, anh trở thành thực tập sinh của LOEN Entertainment và một lần từ bỏ việc luyện tập chăm chỉ và trở về Trung Quốc. Sau khi trở về Trung Quốc, tôi đã thấy lý tưởng khi trở thành ca sĩ một lần nữa bởi vì tôi đã thấy mùa đầu tiên của Produce 101 tình cờ có kế hoạch cho mùa thứ hai. Kim Yong-guk cũng đã nhận được cuộc liên lạc với CHOON Entertainment và trở thành thực tập sinh và tham gia vào Produce 101 Mùa 2."

## Danh sách đĩa hát

### Phát mở rộng
| Tên bài hát    | Chi tiết album | Vị trí biểu đồ đỉnh | Doanh số      |
| Tên bài hát    | Chi tiết album | KOR                 | Doanh số      |
| -------------- | --- | ------------------- | ------------- |
| Friday n Night | - Phát hành: 29 tháng 8 năm 2018 - Nhãn đĩa: Choon Entertainment, NHN Entertainment - Các định dạng: CD, tải xuống kỹ thuật số, phát trực tuyến | 4                   | - KOR: 24.273 |
| Mono Diary     | - Phát hành: 29 tháng 8 năm 2019 - Nhãn đĩa: Choon Entertainment, NHN Entertainment - Các định dạng: CD, tải xuống kỹ thuật số, phát trực tuyến | 27                  | - KOR: 5.100  |